# برده‌داری در کشورهای گوناگون
برده‌داری یک شکل افراطی نابرابری اجتماعی است که در آن بعضی افراد، در واقع به عنوان دارایی، در تملک دیگران‌اند. برده داری یکی از فراماسیون‌های است که در جریان تکامل تاریخ، جای کمون اولیه را گرفته‌است. این نخستین صورت بندی کلاسیک اجتماعی- اقتصادی بر شالوده استثمار فرد از فرد است که در آن طبقات وجود دارد و به جای تساوی بین افراد، مناسبات فرماندهی و فرمانبرداری پدید می‌شود. برده داری، در مرحله تلاشی کمون اولیه و بر شالوده افزایش نابرابری اقتصادی که خود ثمره پیدایش مالکیت فردی بود، شکل گرفت.

## تاریخچه
در ایالات متحده آمریکا، آمریکای جنوبی، و هند غربی در قرن هجدهم و نوزدهم، برده‌ها تقریباً فقط به عنوان کارگران مزرعه و خدمت‌کاران خانگی مورد استفاده قرار می‌گرفتند. در آتن قدیم، بردگان ممکن بود مشاغل مختلف داشته باشند. در روم، بسیاری از بردگان باسواد بودند و به عنوان کارگزاران اداری حکومت کار می‌کردند؛ بسیاری در زمینه مهارت‌های صنعتی آموزش دیده بودند. در روم، بعضی بردگان به تجارت می‌پرداختند در حالی که بعضی در کشت‌زارها و معادن کار می‌کردند. در آشور، سومر، بابل و مصر، با بردگان با خشونت بسیار رفتار می‌شد.
تجارت برده تا قرن نوزدهم توسط کشورهای اروپایی و ایالات متحده آمریکا انجام می‌گرفت. در حدود یک قرن پیش در آمریکای شمالی و جنوبی به بردگان آزادی داده شد. برده‌داری، امروزه در جهان به‌طور کامل ریشه‌کن گردیده‌است.

## برده‌داری درکشورهایگوناگون
برده‌داری در کشورهای مختلف و در سالهای گوناگون تاریخ بشر، از برخوردهای متفاوتی در بین مردمان کشورهای گوناگون برخوردار بوده‌است. بدین روی این عمل را در کشورهای مختلف بررسی می‌شود:

### برده‌داری در ایران
تا دوره ناصرالدین شاه برده داری کم و بیش به شکل نیمه رسمی در ایران وجود داشته و سیاحان خارجی به حضور غلامان و کنیزان اشاره کرده‌اند. پولاک در سفرنامه اش به نام «ایران و ایرانیان» فصلی را به غلامان و خواجگان اختصاص داده‌است که توضیح جامعی از وضعیت بردگان در عصر ناصری است. برده داری پس از دوره قاجار عملاً منسوخ شد و با تصویب قانونی در سال ۱۳۰۷ برده‌داری در ایران جرم شناخته شد.

### برده‌داری در یونان باستان
جنگ‌های مداوم در یونان باستان هزاران برده جنگی به همراه داشت که به عنوان برده مورد استفاده قرار می‌گرفتند. برخی بردگان در معادن نقره آتن و اسپارت به کار مشغول می‌شدند. در قوانین افلاطون، کسی که برده خود را می‌کشت پاک شمرده می‌شد و کسی که برده دیگری را می‌کشت می‌بایست بهای برده را به صاحب آن می‌پرداخت. هومر گفته بود که هر کس به بردگی گرفتار شود، زئوس نیمی از خرد او را می‌گیرد. ارسطو بردگان را پست‌تر و فرومایه‌تر از انسان‌های آزاد دانسته و معتقد بود که آنان برده زاده می‌شوند و برای خودشان بهتر است که تحت تسلط قرار گیرند. در قرن پنجم پیش از میلاد، بیش از نیمی از جمعیت آتن برده بودند.

### برده‌داری در مصر باستان
در مصر باستان بردگان در کشاورزی مزارع، ساخت معابد و اهرام، ساخت جاده‌ها و تندیس‌ها به کار گرفته می‌شدند. بسیاری از بردگان اندرونی‌ها جزو خانواده‌ای که به آن تعلق داشتند محسوب می‌شدند، گاهی به فرزندی پذیرفته می‌شدند یا از اربابانشان مالی به میراث می‌بردند یا حتی آزاد می‌شدند.

### برده‌داری درآمریکا
در ایالات متحده آمریکا و آمریکای جنوبی در قرن هجدهم و نوزدهم، برده‌ها به عنوان کارگران مزرعه و خدمت‌کاران خانگی مورد استفاده قرار می‌گرفتند. تقریباً بیش‌تر برده‌ها از سیاهپوستانی بودند که از قارهٔ آفریقا آورده شده بودند.